# Tour Perret (Amiens)
Pour les articles homonymes, voir Tour Perret.
La tour Perret est un immeuble résidentiel et de bureaux situé à Amiens, place Alphonse-Fiquet, face à la gare du Nord, à faible distance du centre-ville.

## Conception et construction
La tour Perret est conçue par l'architecte Auguste Perret, en 1942 dans le cadre du projet de reconstruction de la place Alphonse-Fiquet et de la gare d'Amiens à la suite des destructions massives du début de la Seconde Guerre mondiale. Les travaux furent menés par l'entreprise Perret-Frères (dont les associés sont Auguste, Gustave et Claude) qui travaille en collaboration avec l'entreprise Bouvet d'Arras.
Après les travaux de terrassement et de fondation (« fondations plongeant à plus de 19 mètres sous terre ») commencés en juillet 1949, la première pierre est posée le 22 mai 1950 en présence d'Eugène Claudius-Petit, ministre de la Reconstruction, qui salue la naissance « du plus haut gratte-ciel d'Europe ».
La construction de la tour fut financée par les fonds publics du ministère de la Reconstruction et de l'Urbanisme, pour un coût de 225 millions de francs.
La tour est achevée en mars 1952 : une cérémonie, incluant une messe, est organisée pour marquer l’événement ; son inauguration est dans les faits reportée huit ans plus tard .

## Aménagement intérieur
La tour reste d'abord inhabitée : contrairement au souhait initial d'Auguste Perret, il est décidé d'y prévoir des logements mais elle n'emporte pas l'adhésion des Amiénois. Le prix de revient du mètre carré est supérieur de 15 à 20 % à celui des constructions traditionnelles et la cherté des loyers décourage autant les amateurs que ses formes modernistes. De plus, sa hauteur est supérieure au plus haut des chateaux d'eau empêchant les étages supérieurs d'avoir l'eau courante. Après la mort d'Auguste Perret en 1954, le bâtiment est proposé sans succès par l'État au conseil général de la Somme pour qu'y soient installées les archives départementales. D'autres projets de cession n'aboutissent pas, et certains n'excluent plus la démolition de la tour. Elle reste presque vide, sans fonction précise.
Elle est rachetée en 1959 par l'architecte François Spoerry, agissant pour le compte du « Financement immobilier Spoerry » (une société immobilière) et avec pour objectif de « tenter de lever la lourde hypothèque que la tour Perret fait peser sur tous les projets de construction d'immeubles-tours en France »,. Celui-ci réalise les cloisonnements intérieurs, et transforme l'immeuble en copropriété privée. Après les travaux d'aménagement intérieur, la tour Perret est finalement inaugurée le 24 juillet 1960. Les premiers occupants s'y installent en 1962. Des visites touristiques sont organisées jusqu'en 1974.
La façade et la couverture sont protégées en tant que monument historique par inscription du 29 octobre 1975. Le 4 mars 2003, elle est de nouveau inscrite avec l'ensemble architectural Auguste-Perret de la place Alphonse-Fiquet (gare du Nord et immeubles d'habitation).

## Un exploit technologique
La tour est construite sur 18 puits de béton enfoncés dans le sol à 9 m de profondeur. Elle constitua à l'époque un exploit quant à l'utilisation du béton armé. Il s'agit du premier immeuble français en béton de plus de 100 m de hauteur. Elle est considérée à sa construction comme le « premier gratte-ciel français ». Initialement haute de 104 mètres et 30 étages, elle est surélevée à 110 mètres au début du XXIe siècle ; elle est également nettoyée et dotée d'un "sablier de lumière" conçu par Thierry van de Wingaert en 2005. Elle fut au départ considérée comme le plus haut gratte-ciel d'Europe de l'Ouest.
Elle se compose de trois parties à partir du sol :
- une section quadrangulaire de 19 étages ;
- une section polygonale de cinq étages ensuite ;
- une conciergerie au dernier étage.

La tour Perret est le symbole de la reconstruction d'Amiens après la Seconde Guerre mondiale, elle rappelle, par son aspect monumental, le beffroi des villes du Nord tout en étant un immeuble résidentiel et de bureaux.
Cet édifice est au centre d’un vaste programme de restructuration engagé en 1999.

## Aménagement ultérieur du sommet
En 2005, le projet de modification du sommet de la tour Perret fut achevé. Un cube en verre qui égrène les heures au moyen d'une respiration lumineuse rehausse son sommet de six mètres. Ce cube, composé d'un matériau novateur, le verre « actif », est posé sur les derniers étages de la tour. Ce matériau est constitué d'un film de cristaux liquides et de deux feuilles de verre feuilleté. En fonctionnement lumineux, il est alimenté en basse tension ; sinon, lorsque le verre est hors tension, il reste opaque. Un ordinateur met en œuvre un dispositif associé à un jeu de lumières qui, passant en revue toutes les couleurs de l'arc-en-ciel, donne une variation de luminosité à chaque changement d'heure par un système de néons. Grâce à une répartition adaptée de la puissance et des sources lumineuses, la mise en lumière du corps de la tour a été étudiée afin de ne produire aucune gêne pour ses habitants.
Cet aménagement, financé par la copropriété, respecte la géométrie du bâtiment et lui rend hommage. La tour Perret bénéficia, en outre, d'un important programme de restauration de ses façades.

## Ouverture au public
L'accès au sommet n'est plus ouvert depuis de très nombreuses années. Cependant, plusieurs appartements s'y trouvent, dont un appartement au 19e étage — baptisé « Tour Perret 360° » — qui offre une vue à 360 degrés sur l'agglomération amiénoise, comme son nom l'indique.

## Galerie photos

La tour Perret vue du parvis de la gare du Nord.
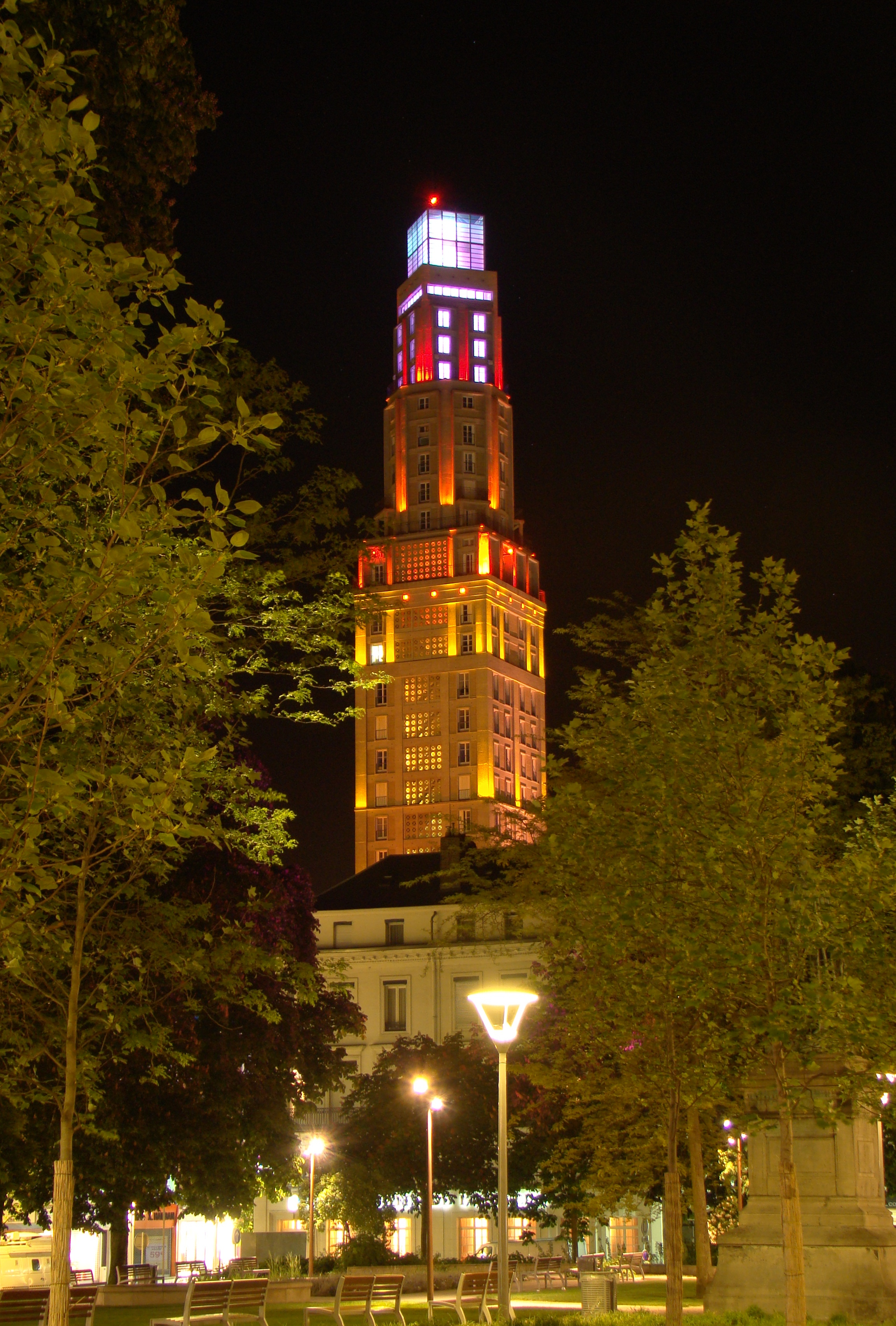
La tour Perret illuminée de nuit.